# Ханк Шерманн
Ханк Шерманн (англ. Hank Shermann; род. 11 июля 1958 года, Копенгаген, Дания) — датский хеви-метал-гитарист, наиболее известный как бессменный участник готик-рок-группы Mercyful Fate. Также играл в панк-рок-группе Brats и глэм-метал-группе Fate.

## Ранние годы
Крольмарк начал играть на гитаре в марте 1977 года, вдохновленный такими группами, как Black Sabbath, UFO, Judas Priest. Его любимыми гитаристами были Джими Хендрикс и Михаэль Шенкер. Первый псевдоним Рене был Ханк Де Ванк (англ. Hank De Wank).
Свой первый музыкальный альбом записал вместе с Деннером в 1978 году в составе панк-рок-группы Brats, которая распалась в 1981 году.

## Mercyful Fate
Шерманн наиболее известен как бессменный гитарист готик-рок-группы Mercyful Fate, оказавшей значительное влияние на молодой коллектив Metallica Также является автором почти всех песен и соавтором некоторых текстов.
После выхода двух альбомов группы (Melissa и Don't Break the Oath) между Ханком и Кингом стали появляться разногласия. Ближе к концу турне, Ханк представил ребятам из группы несколько своих новых идей, с которыми он хотел отойти от «сатанинского» образа группы. После совместного обсуждения 11 апреля 1985 года было принято решение о роспуске коллектива.

## Сторонние проекты

### Fate
Из Интервью Ханка:
«На следующий же день, я связался с Джеффом Лимбо (Йенс Питер Майнер). Мы были знакомы уже пару лет, я знал, что он хороший вокалист и проиграл ему несколько своих вещей. Ему понравилось, и он познакомил меня со своим басистом Питом Штейнером (Питер Штейнке) и барабанщиком Бобом Лэнсом (Бьярн Т. Хольм). Таким образом и образовалась группа, которой я придумал название Fate».
Вместе с Fate Шерманн начал играть американизированный мелодичный хард-рок. Буквально через месяц группа подписала контракт с датским отделением EMI Records и тут же приступила к записи дебютного альбома, выпущенного 21 октября. Через год последовал второй альбом A Matter of Attitude. В 1988 году Ханк покинул группу.
Также он работал с такими группами как: Zoser Mez, Gutrix, Virus 7, Witchery.

## Воссоединение Mercyful Fate
После почти восьмилетнего перерыва, когда все разногласия были забыты, Ханк пожелал вернутся в мир тяжелой музыки. Группа была восстановлена почти оригинальным составом. Было выпущено 5 студийных альбомов: In the Shadows, Time, Into The Unknown, Dead Again, 9.

## Force of Evil
Во время приостановки деятельности группы Mercyful Fate, в сентябре 2002 Деннер и Шерманн создают новый проект в стиле Heavy metal. После записи двух альбомов группа распадается, по причине сильной занятости участников.

## Demonica
Его последняя группа Demonica играла в новом для Ханка стиле трэш-метал. Группа заключила договор с Massacre Records в октябре 2009 года и выпустила дебютный альбом Demonstrous через год.

## Дискография
- 1979 — BRATS — Pære punk Compilation
- 1980 — BRATS — 1980
- 1982 — MERCYFUL FATE — Mini Album
- 1983 — MERCYFUL FATE — Melissa
- 1984 — MERCYFUL FATE — Don't Break the Oath
- 1985 — FATE — Fate
- 1986 — FATE — A Matter of Attitude
- 1987 — MERCYFUL FATE — The Beginning
- 1991 — ZOSER MEZ — Vizier of Wasteland
- 1992 — MERCYFUL FATE — Return of The Vampire
- 1993 — MERCYFUL FATE — In the Shadows
- 1994 — MERCYFUL FATE — The Bell witch
- 1994 — MERCYFUL FATE — Time
- 1996 — MERCYFUL FATE — Into the Unknown
- 1996 — GUTRIX — Mushroom Songs
- 1998 — MERCYFUL FATE — Dead Again
- 1999 — MERCYFUL FATE — 9
- 2001 — VIRUS 7 — Sick in the Head
- 2003 — FORCE OF EVIL- 1st
- 2005 — FORCE OF EVIL — Black Empire
- 2007 — RACHELLE RAMM — City of Sin
- 2008 — RACHELLE RAMM — Asphalt Lucky Lust
- 2008 — BRATS — Lost Tapes ‘79
- 2009 — GUITAR HERO — Metallica
- 2009 — MERCYFUL FATE — Evil
- 2010 — DEMONICA — Demonstrous